# Ectemnonotum dissolutum
Ectemnonotum dissolutum är en insektsart som beskrevs av Victor Lallemand 1927. Ectemnonotum dissolutum ingår i släktet Ectemnonotum och familjen spottstritar. Inga underarter finns listade i Catalogue of Life.